# Mellitidia dentata
Mellitidia dentata là một loài Hymenoptera trong họ Halictidae. Loài này được Smith mô tả khoa học năm 1859.